# Società dei missionari di San Paolo
La Società dei missionari di San Paolo (in latino Societas Missionarium Sancti Pauli) è una società clericale di vita apostolica di diritto diocesano dipendente dal patriarcato greco-melchita di Antiochia. I membri della compagnia, detti popolarmente paolisti, pospongono al loro nome la sigla S.M.S.P.

## Storia
La congregazione venne fondata ad Harissa dal vescovo di Baalbek Germano Muʿaqqad: constatando la grande ignoranza religiosa dei suoi fedeli, ebbe l'idea di dare vita a dei gruppi di sacerdoti per la predicazione delle missioni popolari nelle zone rurali del Libano. Il patriarca di Antiochia Gregorios II Youssef-Sayour appoggiò il suo progetto e papa Leone XIII gli consigliò di porre la sua opera sotto il patrocinio di san Paolo.
Il 15 agosto del 1903 Mu'aqqad iniziò la vita comune insieme a un presbitero, un diacono e un laico: il 5 agosto del 1925 la società venne approvata dal patriarca Dimitrios I Cadi.

## Attività e diffusione
I padri paolisti si dedicano alle missioni popolari, all'apostolato della stampa e al dialogo ecumenico con i melchiti ortodossi: dal 1968, su mandato del Pontificio consiglio per il dialogo interreligioso, è impegnato nelle relazioni con i musulmani.
Nel 1974 la società contava 55 membri ripartiti in 6 case.

## Superiori
- 1968–1975: Habib Bacha, nominato arcivescovo di Beirut e Jbeil
- 1975–1987 Pierre Mouallem, più tardi nominato vescovo di Nostra Signora del Paradiso di San Paolo
- 1987–1993 Joseph Kallas, dal 2000 nominato arcivescovo di Beirut e Jbeil
- 2001–2006 Youssef Absi, dal 21 giugno 2017 patriarca di Antiochia, di tutto l'Oriente, di Alessandria e di Gerusalemme dei Melchiti